# Parafia św. Grzegorza Papieża w Gorzejowej
Parafia św. Grzegorza Papieża w Gorzejowej – parafia rzymskokatolicka, znajdująca się w diecezji tarnowskiej, w dekanacie Pilzno.